# Святик Артеменко
Святик Артеменко (англ. Svyatik Artemenko), справжнє ім'я — Святослав Артеменко (англ. Svyatoslav Artemenko; нар. 11 лютого 2000, Одеса) — канадський професійний футболіст українського походження, що грає за «Електрік Сіті» в Лізі 1 Онтаріо.

## Біографія

### Раннє життя
Святослав Артеменко народився 11 лютого 2000 року в Одесі, Україна. У віці двох років переїхав з родиною до Канади та поселились у місті Вінніпег. Почав грати у футбол в юнацькому клубі «Бонівітіал» та представляв Манітобу на Канадських літніх іграх 2017 року.

### Університет
У 2021 році він почав відвідувати Університет Гвельфа, де грав за чоловічу футбольну команду. У тому ж році був визнаний новачком року.

### Клуб
У 2019 році виступав у складі «Вінніпег» у Другій лізі USL. Також у 2019 році підписав контракт з клубом «Валор» Канадської прем'єр-ліги як запасний воротар, але в жодному матчі не з'явився. Наступні роки відвідував тренувальні збори з «Валор», але не отримав контракту.
У 2021 році приєднався до клубу «Гвелф Юнайтед» з Ліги 1 Онтаріо, був визнаний зіркою Західного дивізіону та найкращим воротарем Західного дивізіону. У півфіналі плей-оф Артеменко забив переможний пенальті, а потім здійснив переможний сейв у серії пенальті проти «Мастерс», що дозволило пройти до наступного раунду, де «Гвельф» виграв чемпіонат, здолавши «Блу Девілс».
На початку 2022 року він поїхав до України, щоб спробувати заробити професійний контракт з «Поділля» у другій українській Першій лізі, отримавши контракт 23 лютого. Однак наступного дня Росія вторглася в Україну, призупинивши будь-яку футбольну діяльність в країні. Артеменко записався до української армії.
5 травня 2022 року, після проходження військової служби в Україні, повернувся до клубу «Ґвельф Юнайтед», щоб знову приєднатися до нього на сезон 2022 року. Своє повернення він здійснив у матчі чемпіонату Канади проти клубу канадської Прем'єр-ліги «Вандерерс». У серпні 2022 року він приєднався до клубу канадської Прем'єр-ліги «Йорк Юнайтед» як екстрена заміна воротаря на кілька матчів після травми Ніко Ґіанцопулоса.
У серпні 2022 року він приєднався до «Берлін» з Об'єднаної прем'єр-ліги напередодні осіннього сезону УПЛ 2022 року.
У березні 2023 року приєднався до «Електрик Сіті» з Ліги 1 Онтаріо.

### Військова кар'єра
У віці від 16 до 18 років Святослав Артеменко навчався на бойового інженера в Канадських резервних силах у Вінніпезі.
У лютому 2022 року Артеменко, який перебував в Україні, займаючись професійною футбольною кар'єрою, вступив до лав Збройних сил України після вторгнення Росії в Україну. Хоча він не був зобов'язаний йти в армію, оскільки був громадянином Канади, він вважав своїм обов'язком захищати батьківщину своїх предків. Спочатку йому не дозволили вступити в армію через те, що він не був громадянином України, проте наступного дня його заяву було схвалено як учасника Міжнародного легіону. Команда його клубу, «Ґвельф Юнайтед», провела збір коштів для Українського Червоного Хреста на підтримку справи Артеменка. Він повернувся до Канади на початку травня, після двомісячного відрядження.

## Статистика ігор
Станом на 10 червня 2023 року.
| Клуб                    | Сезон  | Ліга                             | Ліга | Ліга | Плей-оф | Плей-оф | Національний кубок | Національний кубок | Континенталь | Континенталь | Усього | Усього |
| Клуб                    | Сезон  | Дивізіон                         | Ігри | Голи | Ігри    | Голи    | Ігри               | Голи               | Ігри         | Голи         | Ігри   | Голи   |
| ----------------------- | ------ | -------------------------------- | ---- | ---- | ------- | ------- | ------------------ | ------------------ | ------------ | ------------ | ------ | ------ |
| «Вінніпег»              | 2019   | Друга ліга USL                   | 14   | 0    | —       | —       | —                  | —                  | —            | —            | 14     | 0      |
| «Валор» (оренда)        | 2019   | Канадська прем'єр-ліга           | 0    | 0    | —       | —       | 0                  | 0                  | —            | —            | 0      | 0      |
| «Гвельф Юнайтед»        | 2021   | Ліга 1 Онтаріо                   | 13   | 0    | 2       | 0       | —                  | —                  | —            | —            | 15     | 0      |
| «Гвельф Юнайтед»        | 2022   | Ліга 1 Онтаріо                   | 13   | 0    | —       | —       | 1                  | 0                  | —            | —            | 14     | 0      |
| «Гвельф Юнайтед»        | Усього | Усього                           | 26   | 0    | 2       | 0       | 1                  | 0                  | 0            | 0            | 29     | 0      |
| «Йорк Юнайтед» (оренда) | 2022   | Канадська прем'єр-ліга           | 0    | 0    | —       | —       | 0                  | 0                  | —            | —            | 0      | 0      |
| «Берлін»                | 2022   | Об'єднана футбольна прем'єр-ліга | 7    | 0    | —       | —       | —                  | —                  | —            | —            | 7      | 0      |
| «Електрік Сіті»         | 2023   | Ліга 1 Онтаріо                   | 9    | 0    | 0       | 0       | —                  | —                  | —            | —            | 9      | 0      |
| Усього                  | Усього | Усього                           | 56   | 0    | 2       | 0       | 1                  | 0                  | 0            | 0            | 59     | 0      |